# 坎奇拉帕拉
坎奇拉帕拉（Kanchrapara），是印度西孟加拉邦North Twentyfour Parganas县的一个城镇。总人口126118（2001年）。

## 人口
该地2001年总人口126118人，其中男性65197人，女性60921人；0—6岁人口9501人，其中男4819人，女4682人；识字率81.44%，其中男性为86.13%，女性为76.42%。